# Xiphydriidae

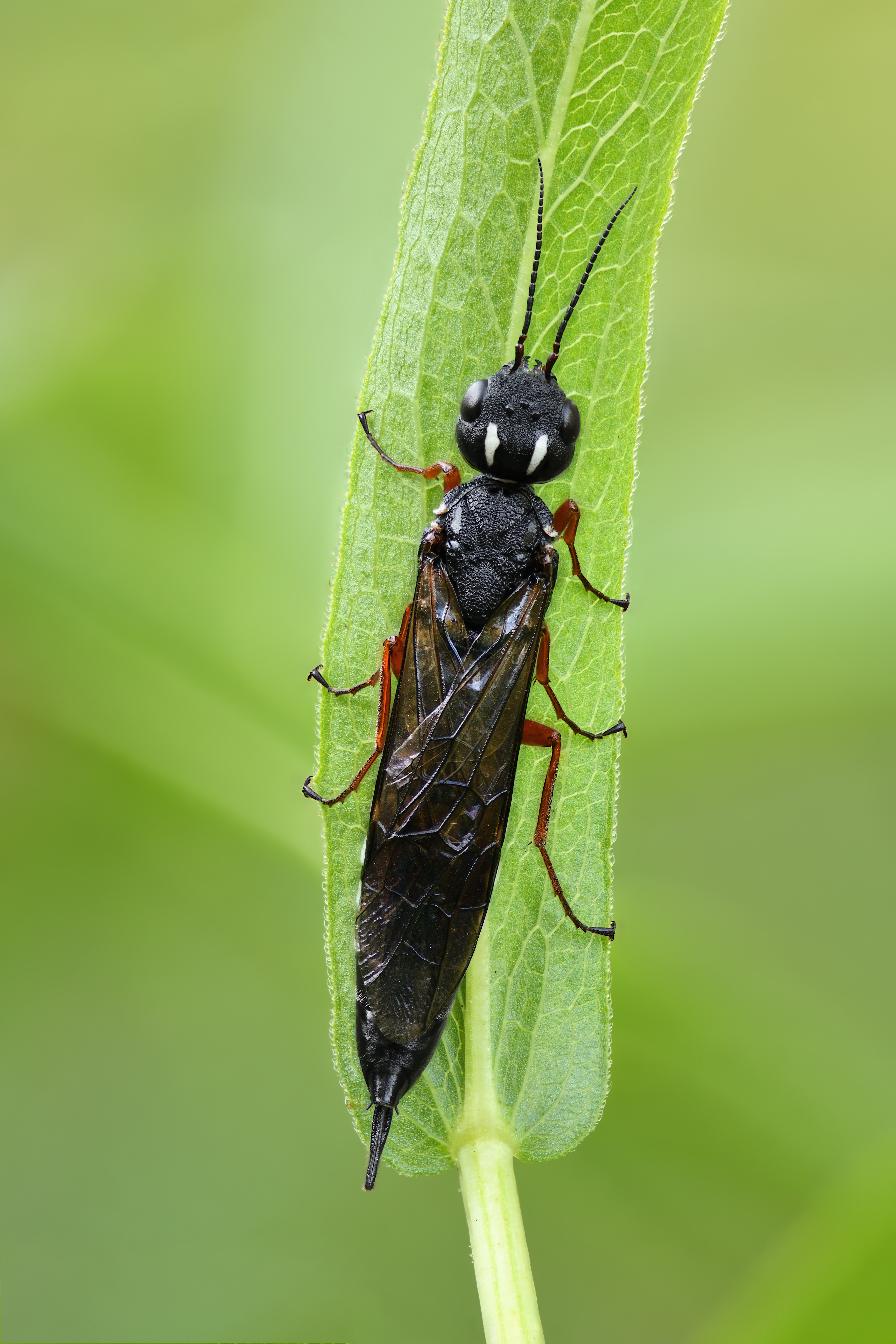
Xiphydria camelus

Xiphydriidae es una familia de himenópteros con la característica de tener una cabeza globosa en un cuello largo y fino. Es la única familia de la superfamilia Xiphydrioidea. Perforan agujeros en la madera de árboles muertos preferentemente, en vez de usar árboles vivos.
Es una familia pequeña y antigua con alrededor de 140 especies vivientes en varios géneros. Generalmente está restringida al hemisferio norte (con unas pocas especies neotropicales); también hay muchos taxones fósiles.

## Géneros
Hay 28 géneros:
- Alloxiphia Wei, 2002
- Austrocyrta Riek, 1955
- Brachyxiphus Philippi, 1871
- Calexiphyda Smith, 2008
- Carinoxiphia Wei, 1999
- Derecyrta Smith, 1860
- Eoxiphia Maa, 1949
- Euxiphydria Semenov-Tian-Shanskii & Gussakovskii, 1935
- Genaxiphia Maa, 1949
- Gryponeura Benson, 1954
- Heteroxiphia Saini & Singh, 1987
- Hyperxiphia Maa, 1949
- Indoxiphia Maa, 1949
- Lataxiphyda Smith, 2008
- Lissoxiphyda Smith, 2008
- Megaxiphia Wei, 1999
- Moaxiphia Maa, 1949
- Obesaxiphyda Smith, 2008
- Platyxiphydria Takeuchi, 1938
- Rhysacephala Benson, 1954
- Steirocephala Benson, 1954
- Trixiphidia Wei, 1999
- Xiphidiaphora Benson, 1954
- Xiphydria Latreille, 1802
- Xiphydriola Semenov-Tian-Shanskii, 1921
- Yangixiphia Wei, 2002
- † Dryxiphia Maa, 1949
- † Paraxiphia Maa, 1949